# Der Zentralnervensystemmanipulator
Der Zentralnervensystemmanipulator (Originaltitel: Dagger of the Mind) ist die nach Ausstrahlungsreihenfolge 9. bzw. nach Produktionsreihenfolge 10. Episode der ersten Staffel der Science-Fiction-Fernsehserie Raumschiff Enterprise. Sie wurde in englischer Sprache erstmals am 3. November 1966 bei NBC ausgestrahlt. In Deutschland war sie zum ersten Mal am 26. Oktober 1987 in einer synchronisierten Fassung bei Sat.1 zu sehen, nachdem das ZDF sie bei der deutschen Erstausstrahlung der Serie in den Jahren 1972 bis 1974 übergangen hatte.

## Handlung
Im Jahr 2266 bei Sternzeit 2715,1 besucht die Enterprise die Strafkolonie auf Tantalus V, um dort Fracht abzuliefern. Im Gegenzug übernimmt sie eine Kiste mit Forschungsmaterial. In dieser hat sich ein Mann versteckt, der sich rasch bewaffnet und zur Brücke vordringt. Dort fordert er Asyl. Captain Kirk will ihm zunächst nichts versprechen. Gemeinsam mit seinem ersten Offizier Spock entwaffnet er den Mann, der nun auf die Krankenstation gebracht wird. Es stellt sich heraus, dass der Mann Simon Van Gelder heißt und kein Insasse, sondern ein Mitarbeiter der Strafkolonie ist. Dr. Adams, der die Kolonie leitet und eher als Rehabilitationszentrum führt, erklärt über Funk, Van Gelders Zustand sei das Ergebnis eines fehlgeschlagenen Selbstversuchs mit einem neuartigen medizinischen Gerät. Kirk ist diese Erklärung zu vage. Gemeinsam mit der Psychiaterin Dr. Helen Noel beamt er auf den Planeten, um sich vor Ort ein eigenes Bild zu machen.
Dort angekommen, werden sie von Adams empfangen, der ihnen eine seltsam teilnahmslos wirkende Frau namens Lethe vorstellt, die hier zunächst Patientin war und jetzt als Therapeutin arbeitet. Er führt die beiden anschließend zum Nerven-Neutralisator, dem neuen experimentellen Gerät, das seiner Aussage nach der Beruhigung der Patienten dienen soll. Van Gelder sei verrückt geworden, da er das Gerät ohne Assistenten an sich selbst ausprobiert habe. Kirk bemerkt auch an Adams’ Assistenten Eli, der das Gerät bedient, eine eigenartige Teilnahmslosigkeit. Er bleibt misstrauisch und beschließt, sich den Nerven-Neutralisator später allein mit Noel genauer anzusehen.
An Bord der Enterprise versuchen unterdessen Spock und Schiffsarzt McCoy mehr von Van Gelder zu erfahren. Dem fällt es extrem schwer, klare Gedanken zu fassen; bereits die Erinnerung an seinen Namen verursacht ihm starke Schmerzen. Der Halb-Vulkanier Spock schlägt deshalb eine vulkanische Technik vor, um seinen Geist mit dem von Van Gelder zu verschmelzen. Dadurch erfährt er, dass es eigentlich Adams war, der die Experimente mit dem Nerven-Neutralisator durchgeführt hat, sowohl an den Patienten als auch an Van Gelder.
Kirk und Noel gelingt es nun, den Nerven-Neutralisator ungestört aufzusuchen. Sie haben die Vermutung, dass er eigentlich dazu dient, den Patienten fremde Gedanken einzupflanzen, und wollen dies nun prüfen. Kirk setzt sich auf den Behandlungsstuhl und Noel suggeriert ihm vom Bedienpult aus Hunger, was auch tatsächlich funktioniert. Kirk will nun eine komplexere Suggestion. Noel erinnert sich an eine Weihnachtsfeier, die beinahe zu einer Affäre zwischen ihr und Kirk geführt hätte. Sie lässt sich dazu hinreißen, ihm neuentflammte Gefühle für sie zu suggerieren. In diesem Moment betreten Adams und Eli den Behandlungsraum und überwältigen Noel. Adams erhöht die Leistung des Geräts und steigert die eingegebene Suggestion bis zu einem unerträglichen Maß.
Adams lässt die beiden in Gewahrsam nehmen und verhindert durch einen Schutzschild jeden Kontakt zur Enterprise. Noel kann Kirk wieder auf einigermaßen klare Gedanken bringen und die beiden planen ihre Flucht. Als Adams Kirk für eine erneute Behandlung mit dem Nerven-Neutralisator abholt, klettert Noel in einen Lüftungsschacht und gelangt so zum Kontrollraum der Kolonie. Dort gelingt es ihr, die Hauptenergie abzuschalten. Dadurch hat auch der Nerven-Neutralisator keinen Strom mehr. Kirk kann Adams überwältigen und will nun Noel zu Hilfe kommen. Adams bleibt bewusstlos im Behandlungsraum zurück. Gleichzeitig beamt Spock mit einem Sicherheitsteam herunter und übernimmt die Kontrolle über die Strafkolonie. Nachdem der Strom wieder eingeschaltet ist, dauert es eine Weile, bis man nach Adams sieht. Dieser liegt tot im Behandlungszimmer; der wieder eingeschaltete Nerven-Neutralisator hat seinen Geist vollständig geleert.
Das Team kehrt auf die Enterprise zurück. Die Leitung der Kolonie wird von dem nun geheilten Van Gelder übernommen, der dafür sorgt, dass der Nerven-Neutralisator vernichtet wird.

## Verbindungen zu anderen Star-Trek-Produktionen
In dieser Folge findet erstmals eine vulkanische Gedankenverschmelzung statt. Diese Technik wurde in zahlreichen Serienepisoden und Filmen von Star Trek wieder aufgegriffen.

## Produktion

### Drehbuch
Der Originaltitel der Folge geht zurück auf einen Ausspruch von König Macbeth aus dem gleichnamigen Theaterstück von William Shakespeare:

„Is this a dagger which I see before me,

The handle toward my hand? Come, let me clutch thee:

I have thee not, and yet I see thee still.

Art thou not, fatal vision, se
nsible

To feeling as to sight? or art thou but

A dagger of the mind, a false creation,

Proceeding from the heat-oppressed brain?“

„Ist das ein Dolch, was ich vor mir erblicke,

Der Griff mir zugekehrt? Komm, laß dich packen! –

Ich faß dich nicht, und doch seh ich dich immer.

Bist du, Unglücksgebild, so fühlbar nicht

Der Hand, gleich wie dem Aug? Oder bist du nur

Ein Dolch der Einbildung, ein nichtig Blendwerk,

Das aus dem heiß gequälten Hirn erwächst?“

### Darsteller
Die Rolle von Dr. Helen Noel (Marianna Hill) war eigentlich für Janice Rand (Grace Lee Whitney) vorgesehen. Rand war als wiederkehrende Nebenfigur eingeführt worden, wurde aber sehr bald aus der Serie herausgeschrieben und hatte ihren letzten Auftritt in der Folge Spock unter Verdacht, die nach Der Zentralnervensystemmanipulator ausgestrahlt, aber vorher produziert wurde.
In der Anfangsszene sollte eigentlich James Doohan, der regelmäßig auftretende Darsteller des Chefingenieurs Montgomery Scott, den Transporter der Enterprise bedienen. Aus Kostengründen wurde aber letztlich Larry Anthony engagiert, der hier einmalig als Fähnrich Berkeley auftrat, da Anthony deutlich weniger Gage verlangte.
Morgan Woodward spielte auch Captain Ronald Tracey in der Folge Das Jahr des roten Vogels. Die Darstellung von Dr. Van Gelder strengte ihn körperlich und emotional so sehr an, dass er sich nach dem Dreh vier Tage lang erholen musste.
John Arndt hatte in dieser Folge seine einzige Sprechrolle in Raumschiff Enterprise. Er trat noch in mehreren weiteren Folgen als Statist auf.

### Drehorte und Kulissen
Einige Kulissen für die Tantalus-Kolonie wurden aus der unmittelbar zuvor produzierten Folge Der alte Traum übernommen.
Der Behandlungsstuhl des Nerven-Neutralisators wurde in der Folge Wen die Götter zerstören wiederverwendet.

### Kostüme
Die Kittel von Adams und Eli wurden in der Folge Wen die Götter zerstören wiederverwendet.

## Adaptionen
James Blish schrieb eine Textfassung von Der Zentralnervensystemmanipulator, die auf Englisch erstmals 1967 in der Geschichtensammlung Star Trek (in späteren Auflagen Star Trek 1) erschien. Die deutsche Übersetzung erschien 1972.

## Rezeption
James Rundle führte Der Zentralnervensystemmanipulator 2010 auf SciFiNow in einer Auflistung der zehn besten Folgen von Raumschiff Enterprise auf Platz 8.
Charlie Jane Anders führte Der Zentralnervensystemmanipulator 2014 auf gizmodo.com in einer Liste der 100 besten bis dahin ausgestrahlten Star-Trek-Folgen auf Platz 58.
Juliette Harrisson empfahl Der Zentralnervensystemmanipulator 2018 auf der Website Den of Geek als eine der Folgen, die man gesehen haben sollte, wenn man die Grundlagen von Star Trek verstehen möchte.
Christian Blauvelt listete Der Zentralnervensystemmanipulator 2022 auf hollywood.com in einem Ranking aller 79 Raumschiff-Enterprise-Folgen auf Platz 31.

## Parodien und Anspielungen
Folge 2.11 (Voll das Geheimnis!) der Zeichentrickserie South Park aus dem Jahr 1998 ist in weiten Teilen eine Parodie von Der Zentralnervensystemmanipulator.